# Louise von Hessen-Kassel
Louise Wilhelmine Friederike Caroline Auguste Julie von Hessen-Kassel (în daneză Louise Wilhelmine Frederikke Caroline Auguste Julie) (n. 7 septembrie 1817, Kassel – d. 29 septembrie 1898, Bernstorff) a fost prințesă germană și (din 15 noiembrie 1863) regină a Danemarcei ca soție a regelui Christian al IX-lea al Danemarcei.

## Familie și primii ani

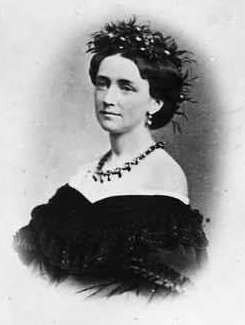
Louise von Hessen-Kassel

Louise de Hesse a fost fiica unei vechi familii germane princiare, landrafi de Hesse, dar a trăit în Danemarca de la vârsta de trei ani și a avut strămoși danezi.
A fost fiica Prințului Wilhelm de Hesse-Kassel și a Charlottei a Danemarcei. Mama ei, prințesă a Danemarcei, o vedea devenit prințesă ereditară a Danemarcei și apoi regină a Danemarcei. Bunicii paterni ai Louisei au fost Prințul Frederic de Hesse (fratele mai mic al lui Wilhelm I, Elector de Hesse) și a Prințesa Caroline de Nassau-Usingen. Bunicii materni au fost Sophia Frederica de Mecklenburg-Schwerin și Frederic, Prinț al Danemarcei (uneori regent al Danemarcei și Norvegiei, fiul cel mic al regelui Frederic al V-lea al Danemarcei).
Unchiul ei matern a fost regele Christian al VIII-lea al Danemarcei care a domnit în perioada 1839-48 și care a fost pentru scurt timp și rege al Norvegiei (1814). Era foarte aproape în linia de succesiune urmând după câteva persoane ale casei regale în vârstă și fără moștenitori. Louise era una din descendentele lui Frederic al III-lea al Danemarcei și în cazul dispariției linie masculine, conform legii salice se bucura de succesiune.

## Căsătorie

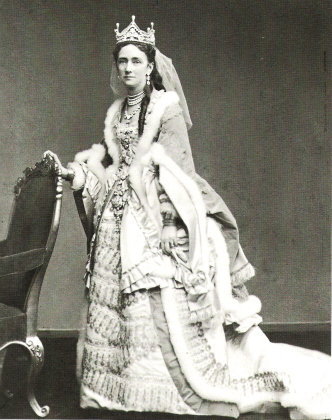
Regina Louise a Danemarcei

S-a căsătorit la Palatul Amalienborg din Copenhaga la 26 mai 1842 cu vărul ei de-al doilea Prințul Christian de Schleswig-Holstein-Sonderburg-Glucksburg, care a fost ales curând prinț ereditar al Danemarcei și care mai târziu a urcat pe tronul Danemarcei sub numele de Christian al IX-lea.
Prin tatăl său, Christian era membru al unei ramuri junior de sex masculin a Casei de Oldenburg (el a fost un descendent direct pe linie masculină a regelui Christian al III-lea al Danemarcei) și a fost descendent agnatic al contesei Hedwig de Schauenburg, mama regelui Christian I al Danemarcei. Prin urmare, Christian era eligibil să moștenească ducatele Schleswig-Holstein, însă nu era primul în linie.
De asemenea, Christian era strănepot al regelui Frederic al V-lea al Danemarcei, prin mama sa, Prințesa Louise Caroline de Hesse-Kassel, a cărei mamă a fost a treia fiică a regelui Frederic. Christian, orfan de mic, a crescut la domeniul regal sub tutela mătușii materne regina Maria Sofia de Hesse, soția regelui Frederic al VI-lea al Danemarcei.
După căsătoria Louisei cu Christian, mama Louisei, fratele și surorile sale mai mari au renunțat la drepturile lor în favoarea Louisei și a soțului ei. Acum, soția prințului Christian era cea mai apropiată moștenitoare a lui Cristian al VIII-lea și apoi a lui Frederic al VII-lea.
În 1847, Prințul Christian a fost ales, cu binecuvântarea marilor puteri europene, viitorul succesor al tronului danez. O justificare pentru această alegere a fost soția lui Christian, Louise de Hesse-Kassel, care ca nepoată a lui Christian al VIII-lea era mai apropiată de tron decât soțul ei.
Când regele Frederic al VII-lea a murit în 1863, Christian i-a succedat la tron sub numele de regele Christian al IX-lea.

## Regină

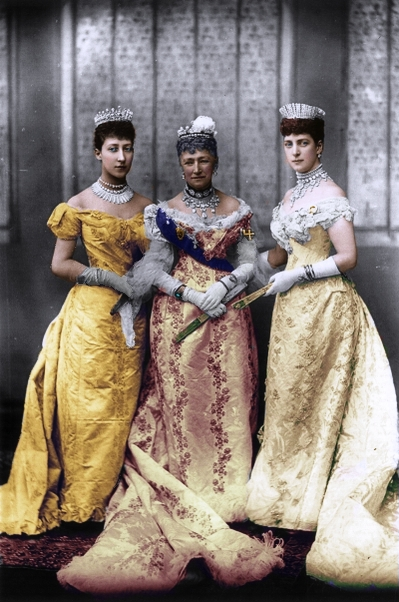
Louise (centru) împreună cu fiica ei Alexandra, Prințesă de Wales și nepoata Louise.

Monograma regală

Căsnicia ei cu Christian a fost considerată una fericită; cuplul s-a atașat puternic unul de celălalt în timpul anilor de luptă pentru succesiune. Louise a fost devotată soțului ei și se spune că el s-a bazat pe inteligența, hotărârea și tăria ei psihologică.
Ei au continuat viața simplă și intimă de familie și după ce ai devenit rege și regină. Când fiica lor Thyra a născut un copil nelegitim după relația cu un ofițer în 1871, regina Louise a aranjat ca întreaga afacere să fie ținută în secret față de public.
Regina Louise a trăit o viață izolată de oameni și nu a căutat recunoaștere sau o relație cu publicul, ci mai degrabă s-a axat pe o politică energetica de familie și a făcut multe eforturi în organizarea căsătoriilor dinastice pentru copiii ei, căsătorii care le-au atras poreclele de "socrii Europei". Adunările anuale de familie la Bernstorff sau Fredensborg au atras atența în fiecare an și erau privite ca un simbol popular al vieții de familie.
Încă de când era prințesă moștenitoare a fost activă în diferite organizații de caritate: în 1862, ea a fondat Louisestiftelsen pentru fetele orfane. A fost interesată de muzică și pictură și a finanțat mulți artiști. Unele dintre propriile ei picturi au fost expuse și date sub formă de cadouri altor dinastii.
În timpul ultimului an al vieții ei a surzit și două asistente de la o școală de asistență medicală pe care ea a fondat-o o îngrijeau. Louise a fost regină a Danemarcei timp de 35 de ani, mai mult decât orice altă regină consort daneză înaintea ei.
Datorită ambițiilor sale dinastice, a avut mare succes cu căsătoriile celor șase copii pe care i-a avut cu Christian. Unii au comparat abișitățile sale dinastice cu cele ale reginei Victoria.
După decesul din 1898, la vârsta de 81 de ani, a fost înmormântată la catedrala Roskilde în apropiere de Copenhaga.
Nepotul ei de frate, Prințul Frederic Karl de Hesse, căsătorit cu o nepoată a reginei Victoria și a împăratului german Wilhelm I, a fost ales ca regele Carol al Finlandei în 1918. El nu a preluat însă poziția.